# خوان أليخندرو أبواري
خوان أليخندرو أبواري (بالإسبانية: Juan Alejandro Abaurre)‏ (ولد في 11 سبتمبر 1972 في مندوزا، الأرجنتين) وهو لاعب كرة قدم أرجنتيني سابق لعب لعدة أندية أرجنتينية منها اثنان تشيليان.

## وصلات خارجية
- Profile at BDFA